# Lucien Viraut
Lucien Viraut, né le 2 mars 1859 dans le 18e arrondissement de Paris et mort le 4 janvier 1940 à Saint-Brieuc, est un architecte français de Paris.

## Biographie

### Enfance et formation
Lucien Viraut naît le 2 mars 1859 dans le 18e arrondissement de Paris, du mariage de Melchior Viraut, architecte, et d'Évelina Lucie Letellier.
Il fait ses études à Paris et est diplômé bachelier ès-lettres, en suite il entre à l'école nationale des beaux-arts (ENSBA) de 1879 à 1883 (1re classe).

### Vie de famille
Lucien Viraut épouse Aimée Clémence Marie Lisch, fille de l'architecte Juste Lisch, le 19 mai 1886 dans le 8e arrondissement de Paris, ils ont plusieurs enfants dont un fils, Jean Joseph Lucien, qui deviendra architecte DPLG et sera nommé chevalier de l'ordre national de la Légion d'honneur le 10 octobre 1930 puis officier, du même ordre, le 8 novembre 1949.
À Paris, en 1910, il habite 51, avenue de l'Alma.
Il est élu membre titulaire de la Société académique de Paris-Plage le 30 juillet 1910.
En 1913, il habite au Touquet-Paris-Plage villa Les Chlamys à l'angle du boulevard de la Mer (Docteur Jules Pouget aujourd'hui) et de la Grande-Rue (aujourd'hui rue Jean-Monnet).

### Parcours professionnel
Lucien Viraut obtient la mention honorable au salon des artistes français en 1890
Il est membre de la Société des artistes français en 1894, membre de la société centrale des architectes français en 1904 et membre de la chambre syndicale (syndicat des propriétaires de Paris-Plage) le 20 août 1911.
Il est nommé architecte expert près les tribunaux de Seine en 1907.

### Mort
Lucien Viraut meurt le 4 janvier 1940 à Saint-Brieuc.

## Réalisations architecturales
Lucien Viraut est l'architecte :
- de la reconstruction, vers 1907, du Grand Hôtel de Cabourg et du casino de Cabourg, en collaboration avec l'architecte Émile Mauclerc[7] ;
- de l'église Jeanne-d'Arc de Paris-Plage en 1911[8].

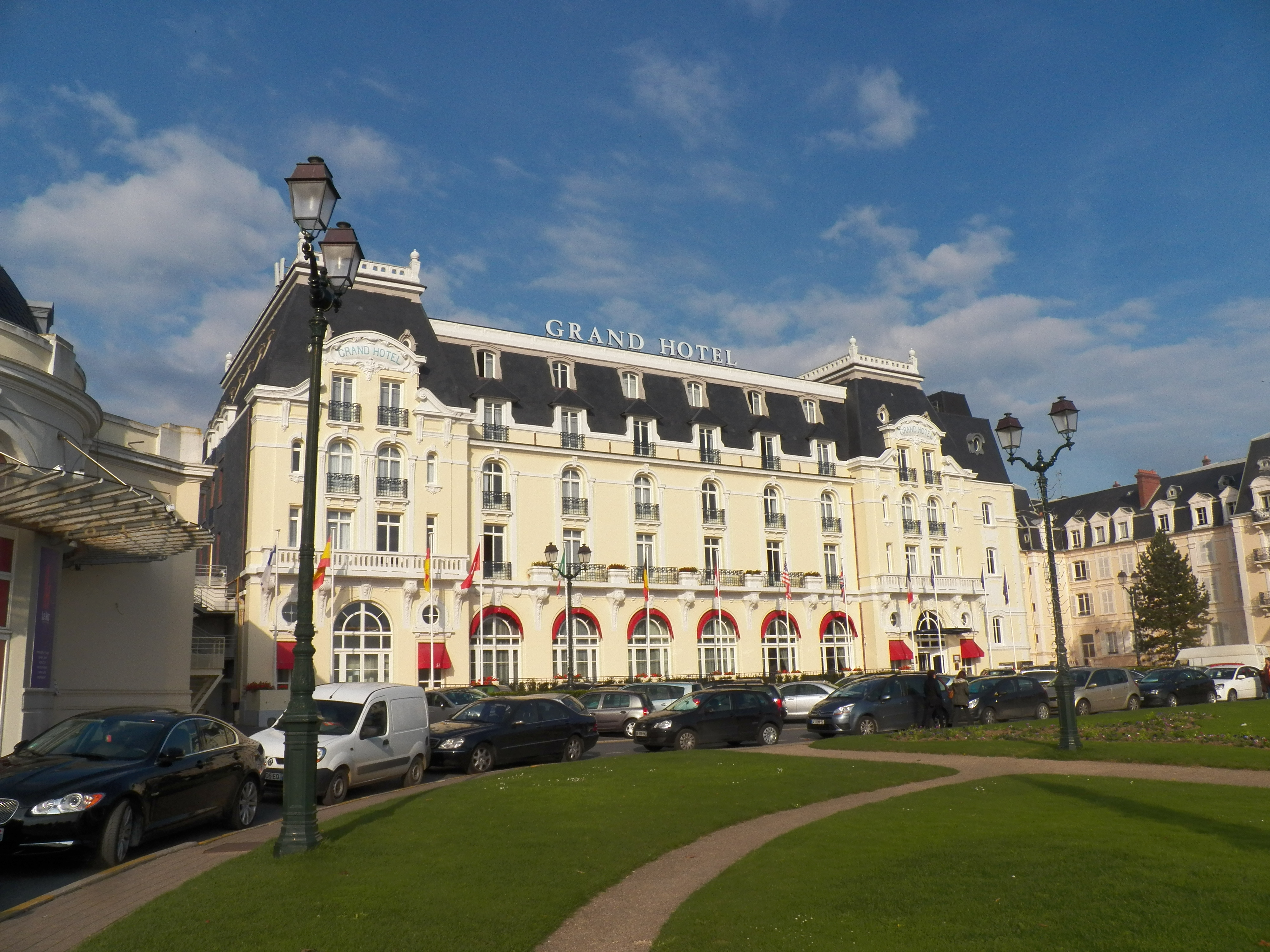
Le Grand Hôtel de Cabourg.
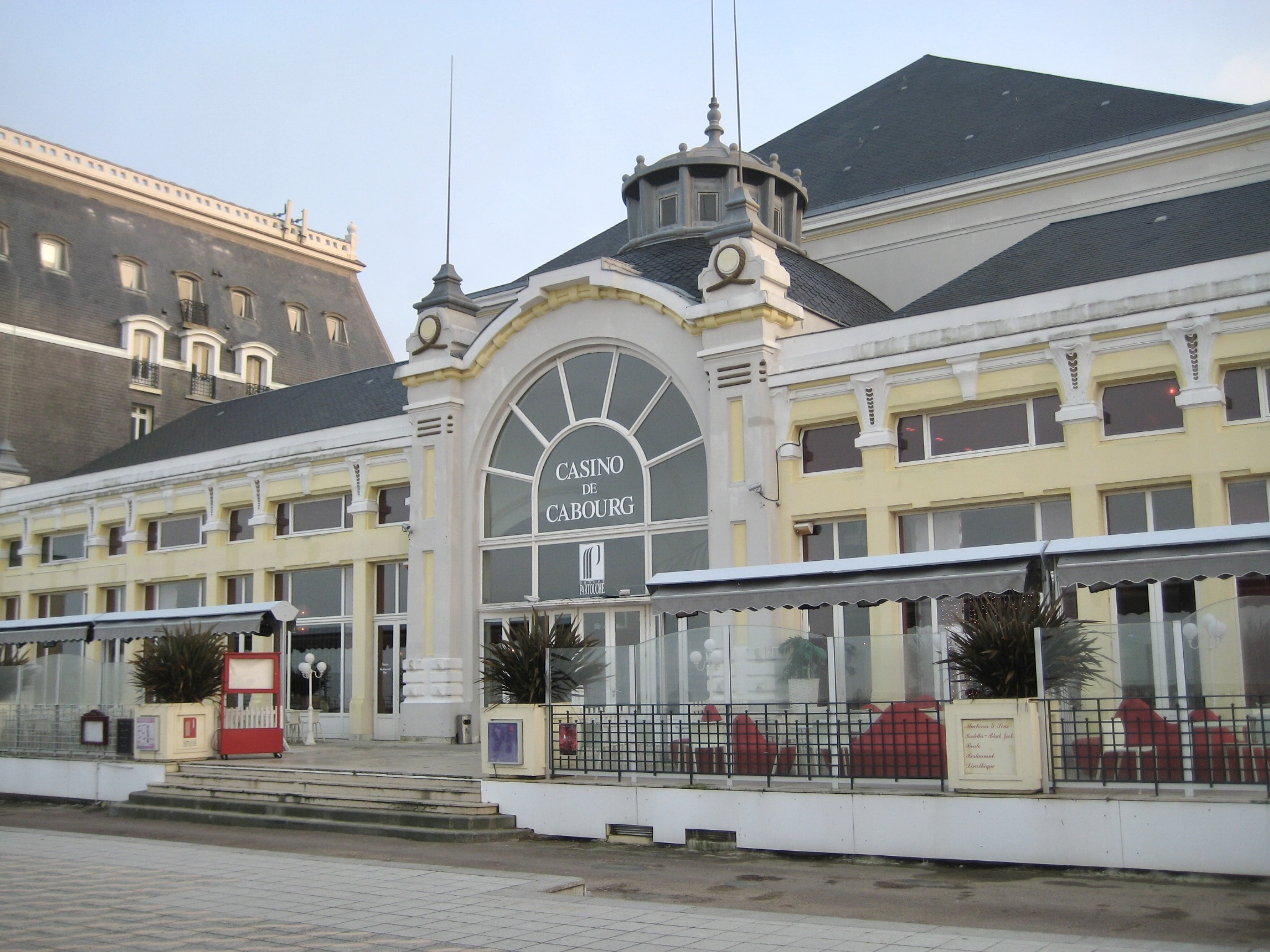
Le casino de Cabourg.
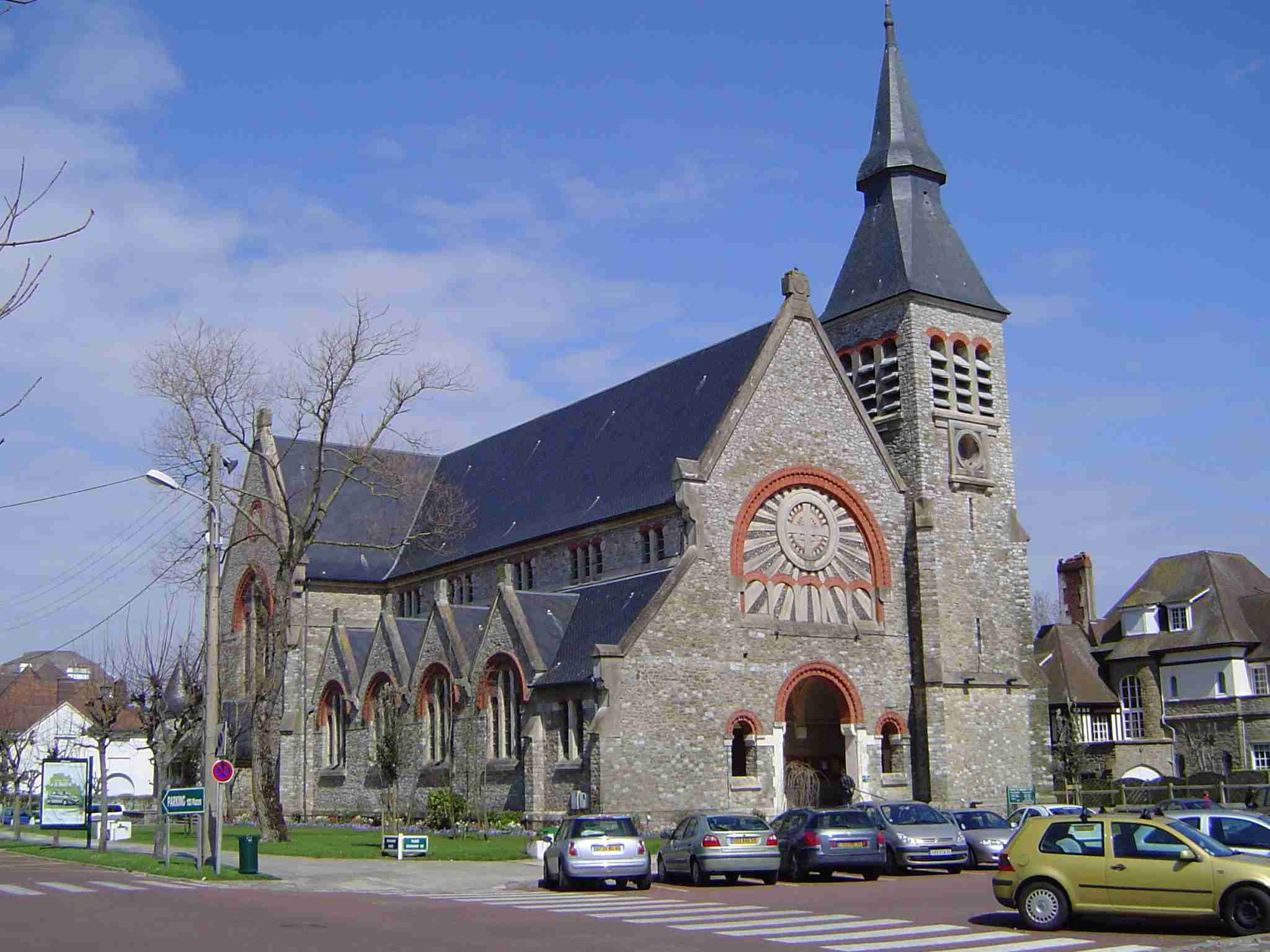
L'Église Sainte-Jeanne-d'Arc du Touquet-Paris-Plage.

## Distinctions
Lucien Viraut est fait officier d'académie en 1897 et nommé, par décret du 14 mai 1906, commandeur de l'ordre d'Isabelle la Catholique,.

## Pour approfondir